# Vysšaja Chokkejnaja Liga
La Vysšaja Chokkejnaja Liga (in russo: Высшая хоккейная лига (ВХЛ), Vysšaja chokkejnaja liga VHL), nota in inglese anche come Russian Major League, è una lega professionistica di hockey su ghiaccio che si disputa in Eurasia, e rappresenta il secondo livello dell'hockey russo.

## Struttura
Nel 2010 la proprietà della lega è passata dalla federazione russa ad un ente autonomo. Il nome della lega inoltre cambiò passando da "Vysšaja Liga" a "Vysšaja Chokkejnaja Liga". Nonostante dal 2010 sia governato da un ente autonomo, il futuro del campionato è quello di diventare via via una lega affiliata alla Kontinental Hockey League, dove far crescere i propri giocatori, così come accade per l'American Hockey League nei confronti della NHL.
Prima della creazione della KHL, esisteva un sistema di promozioni e retrocessioni con la Superliga ed il campionato sovietico. Nella stagione 2011-12 solo alcune delle formazioni iscritte alla VHL sono ufficialmente formazioni affiliate a franchigie della KHL. Al vincitore della Lega viene assegnata la Kubok Bratina.

## Squadre
- Ariada-Akpars Volžsk
- Bars Kazan'
- Buran Voronež
- Dizel' Penza
- Dinamo Balašicha
- Ermak Angarsk
- Zaural'e Kurgan
- Zvezda Čechov
- Zvezda-VDV
- Ižstal Iževsk
- Kristall Saratov
- Molot-Prikam'e Perm'
- Neftjanik Al'met'evsk
- Rubin Tjumen
- SKA Neva
- Saryarka
- Sokol Krasnojarsk
- Nižnij Tagil
- THK Tver'
- Toros Neftekamsk
- Kazcink-Torpedo
- HK Rjazan'
- HK Sarov
- Chimik Voskresensk
- Čelmet Čeljabinsk
- Južnyj Ural Orsk

## Albo d'oro

### Vysšaja Liga
- 1992-93 -  CSK VVS Samara
- 1993-94 -  CSK VVS Samara
- 1994-95 -  Neftechimik
- 1995-96 -  Amur Chabarovsk
- 1996-97 - (Ovest)  CSKA Mosca / (Est)  Mečel Čeljabinsk
- 1997-98 - (Ovest)  HK Lipeck / (Est)  Neftjanik Al'met'evsk
- 1998-99 -  Torpedo N. Novg.
- 1999-00 -  Neftjanik Al'met'evsk
- 2000-01 -  Spartak Mosca
- 2001-02 -  Sibir’ Novosibirsk
- 2002-03 -  Torpedo N. Novg.
- 2003-04 -  Molot-Prikam'e Perm'
- 2004-05 -  MVD
- 2005-06 -  Traktor Čeljabinsk
- 2006-07 -  Torpedo N. Novg.
- 2007-08 - Chimik Voskresensk
- 2008-09 -  Jugra C.-M.
- 2009-10 -  Jugra C.-M.

### Vysšaja Chokkejnaja Liga
- 2010-11 -  Rubin Tjumen
- 2011-12 -  Toros Neftekamsk
- 2012-13 -  Toros Neftekamsk
- 2013-14 -  Saryarka
- 2014-15 -  Toros Neftekamsk
- 2015-16 -  Neftjanik Al'met'evsk
- 2016-17 - Dinamo Balašicha